# Quake II
Quake II je akční FPS počítačová hra vytvořena společností id Software. Byla vydána v roce 1997 společností Activision. Hra nemá společné rysy s prvním dílem (Quake), pouze byl použit název hry. Skladatelé Soundtracku jsou Sonic Mayhem, Bill Brown, Rob Zombie a Jer Sypult.

## Příběh
Nemilosrdná kybernetická civilizace pod názvem Stroggové zaútočila na planetu Zemi v polovině 21. století s cílem vytěžit její zdroje. Jeden zdroj byl však pro ni důležitý, a to „lidské maso“, jež používali jako části svých těl, zdroje energie atd. Jak je poznat z úvodního intra hry, Stroggové zničili na Zemi důležitá města, ale neporazili lidstvo.
Lidstvo se následně vydává na odvetný útok nazvaný Operace Alien Overlord na domovskou planetu Stroggů – Stroggos. Hráč je v roli jednoho z vojáků jménem Bitterman, jež byli po tisících vysláni na Stroggos jako pěší útok. Hráč se postupně dostává přes různé části hlavního města planety a plní různé úkoly, jež jsou mu posílány na jeho počítač. Na konci hry se mu podaří zničit hlavního vůdce Stroggů - Makrona. Tak končí Quake II.
Planeta Stroggů však není dobyta a lidé zjistí, že všechny Stroggy absolutně ovládá někdo jiný, ale to už je úkolem někoho jiného než Bittermana. Přichází na řadu Matthew Kane, za něhož bude hráč hrát v pokračování hry, kterým je Quake 4.

## Technická specifikace
Na rozdíl od Quake, který podporoval hardwarovou akceleraci grafiky pouze s následnými patchi, tak Quake II podporoval grafickou akceleraci od první verze.
Poslední verze je 3.21, tento update obsahuje mnoho oprav chyb a nové mapy vytvořené pro více hráčů hrajících deathmatch.
Plný zdrojový kód hry Quake II verze 3.19 byl 2. prosince 2001 uvolněn pod GNU licencí. Verze 3.21 byla uvolněna později.
V červenci 2003 vydala firma Vertigo Software port hry Quake II pro platformu Microsoft .NET. Byla jednou z ukázkových aplikací, které předvádí možnosti součinnosti mezi .NET a neřízeným kódem v C++. Je jedním z nejvíce stahovaných projektů na webu Visual C++.
V květnu 2004 firma Bytonic Software vydala port Quake II (nazvaný Jake 2) naprogramovaný v jazyku Java, který používá knihovny Java OpenGL.

## Datadisky (DLCs)
Existují tři oficiální modifikace.
- The Reckoning – vydáno 30. května 1998, vyvinuto firmou Xatrix Entertainment a vydáno firmou Activision.
- Ground Zero – vydáno 31. srpna 1998, vyvinuto firmou Rogue Entertainment a vydáno firmou Activision.
- Netpack I: Extremities - vydáno 26. listopadu 1998 – výběr několika upravených map, modelů a modů vyvinutých online komunitou, vybráno firmou id Software a vydáno firmou Activision

## Herní obsah

### Zbraně
- Blaster (pistole)
- Brokovnice
- Super brokovnice (dvouhlavňová)
- Samopal
- Rotační kulomet
- Ruční granát
- Granátomet
- Raketomet
- Railgun (uranové střely)
- Hyperblaster (elektrické střely)
- BFG10k (uvoňuje masivní energii)

1.datadisk The Reckoning přidává:
- Past
- Iontový rozparovač (odrážející se elektrické střely)
- Částicový kanón Falanx (2 rakety najednou)

2.datadisk Ground Zero přidává:
- ETF puška (hřebíkomet)
- Plazmový paprskový kanón
- Minomet
- Tesla miny (elektrické)
- Řetězová pila

### Mise a mapy
Hra obsahuje 39 samostatných map (levelů), které se objevují v deseti částech (units).
- Unit 1: Base (Základna)
- Unit 2: Bunker (Bunkr)
- Unit 3: Jail (Vězení)
- Unit 4: Mines (Doly)
- Unit 5: Factory (Továrna)
- Unit 6: Power Plant (Elektrárna)
- Unit 7: Big Gun (Obří zbraň)
- Unit 8: Hangar (Hangár)
- Unit 9: Palace (Palác)
- Unit 10: Final Showdown (Závěrečné zúčtování)

1.datadisk The Reckoning (Odplata) obsahuje:
- Unit 1 - Wilderness (Divočina)
- Unit 2 - Compound (Ohrazená zóna)
- Unit 3 - Industrial (Průmyslová zóna)
- Unit 4 - Spaceport (Kosmodrom)
- Unit 5 - Moon Base (Měsíční základna)

2.datadisk Ground Zero (Základna nula) obsahuje:
- Unit 1 - Tectonic Stabilizer (Tektonický stabilizátor)
- Unit 2 - Base Complex (Základní komplex)
- Unit 3 - Research Hangars (Výzkumné hangáry)
- Unit 4 - Munitions Installation (Muniční zařízení)
- Unit 5 - Widow's Lair (Vdovské doupě)

## Mody
- Blast Chamber
- Action Quake 2
- D-Day: Normandy
- Rocket Arena
- Weapons Factory

## Upravené engine
- Qfusion
- R1Q2
- KnightMare
- Berserker
- nVidia RTX

## Soundtrack
| Original game  | Original game           | Original game  | Original game |
| Pořadí         | Název                   | Autor          | Délka         |
| -------------- | ----------------------- | -------------- | ------------- |
| 1.             | "Main Theme"            | Sonic Mayhem   | 0:56          |
| 2.             | "Operation Overload"    | Sonic Mayhem   | 3:31          |
| 3.             | "Rage"                  | Sonic Mayhem   | 2:20          |
| 4.             | "Kill Ratio"            | Sonic Mayhem   | 2:34          |
| 5.             | "March Of The Stroggs"  | Sonic Mayhem   | 2:53          |
| 6.             | "The Underworld"        | Sonic Mayhem   | 2:37          |
| 7.             | "Quad Machine"          | Sonic Mayhem   | 3:37          |
| 8.             | "Big Gun"               | Sonic Mayhem   | 3:06          |
| 9.             | "Descent Into Cerberon" | Sonic Mayhem   | 2:38          |
| 10.            | "Climb"                 | Jer Sypult     | 2:02          |
| 11.            | "Showdown"              | Bill Brown     | 2:01          |
| Celková délka: | Celková délka:          | Celková délka: | 28:25         |

### Média
id Software. Quake II. v3.21. vyd. [s.l.]: Activision, 1997-12-06. (anglicky)